# Торопина Мельница
Торопина Мельница — деревня в Боровичском муниципальном районе Новгородской области, относится к Волокскому сельскому поселению.

## География
Деревня находится в 7 км к северо-западу от административного центра поселения — деревни Волок, на автодороге Боровичи — Любытино, на правом берегу реки Выдринка (Выдрица).

## История
В 1918 году деревня Торопина Мельница относилась к Волокской волости Боровичского уезда Новгородской губернии. Население деревни Торопина Мельница по переписи населения 1926 года — 130 человек. Затем, с августа 1927 года, деревня в составе Хвощницкого сельсовета новообразованного Боровичского района новообразованного Боровичского округа в составе переименованной из Северо-Западной в Ленинградскую области. В ноябре 1928 года деревня из Хвощницкого сельсовета была передана в состав Окладневского сельсовета По постановлению ЦИК и СНК СССР от 23 июля 1930 года Боровичский округ был упразднён, а район перешёл в прямое подчинение Леноблисполкому. Население деревни Торопина Мельница в 1940 году было 111 человек. Указом Президиума Верховного Совета СССР от 5 июля 1944 года была образована Новгородская область и Боровичский район вошёл в её состав.
Во время неудавшейся всесоюзной реформы по делению на сельские и промышленные районы и парторганизации, в соответствии с решениями ноябрьского (1962 года) пленума ЦК КПСС «о перестройке партийного руководства народным хозяйством» с 10 декабря 1962 года и сельсовет и деревня вошли в крупный Боровичский сельский район, а 1 февраля 1963 года административный Боровичский район был упразднён, но пленум ЦК КПСС, состоявшийся 16 ноября 1964 года, восстановил прежний принцип партийного руководства народным хозяйством, после чего Указом Верховного Совета РСФСР от 12 января 1965 года сельские районы были преобразованы вновь в административные районы и решением Новгородского облисполкома от 12 января 1965 года и Окладневский сельсовет и деревня вновь в Боровичском районе. Решением Новгородского облисполкома № 571 от 22 сентября 1975 года Окладневский сельсовет был упразднён, а деревня вошла в состав Волокского сельсовета.
После прекращения деятельности Волокского сельского Совета в начале 1990-х стала действовать Администрация Волокского сельсовета, которая была упразднена с 1 января 2006 года на основании постановления Администрации города Боровичи и Боровичского района от 18 октября 2005 года и деревня Торопина Мельница, по результатам муниципальной реформы входит в состав муниципального образования — Волокское сельское поселение Боровичского муниципального района (местное самоуправление), по административно-территориальному устройству подчинена администрации Волокского сельского поселения Боровичского района.

## Население
| 1989 | 2002 | 2006 | 2008 | 2009 | 2010 |
| ---- | ---- | ---- | ---- | ---- | ---- |
| 31   | ↘29  | →29  | ↘22  | →22  | ↘21  |

По переписи населения 2002 года, в деревне Торопина Мельница проживали 29 человек (все русские)